# CoEUR - Nel cuore dei cammini d'Europa
"CoEUR - Nel Cuore dei Cammini d'Europa, il sentiero che unisce" è un progetto Interreg che comprende una rete di percorsi escursionistici e devozionali che toccano e uniscono siti di alto valore storico, religioso, culturale e naturalistico, collegando i due principali itinerari devozionali europei: il Cammino di Santiago e la Via Francigena 
Il nome del percorso vuole sottolineare come questo sentiero attraversi il centro dell'Europa e la grafia francese ricalca il suono della parola "cuore" nelle varie zone attraversate, dal Canton Ticino al Piemonte.

## Origine del percorso
L'origine di CoEur va datata a fine anni novanta, quando alcune Comunità Montane del Biellese e del Verbano (Valle di Mosso, Valsessera, Valsesia e Cusio-Mottarone), individuarono un itinerario storico legato ai passaggi di San Carlo Borromeo sul territorio alto-piemontese, nell'ambito del progetto Le Valli della Fede. Da questi studi è nato il Cammino di San Carlo, tracciato da Arona a Viverone (collegamento con la Via Francigena) e usato in seguito come base per prolungare, attraverso altri percorsi storici come la Via delle Genti, il cammino verso il Verbano, il Ticino e oltre il Gottardo, per raggiungere l'abbazia di Einsiedeln, massimo santuario cattolico svizzero e posto tappa della Via Jacobi, la via svizzera per Santiago di Compostela. Questa successione di percorsi e cammini va a costituire un collegamento tra il Santuario di Oropa e il Santuario di Einsiedeln, due tra i più rinomati santuari mariani delle Alpi, che custodiscono effigi di Madonne Nere.

## Gli itinerari

### Cammino di San Carlo
Il Cammino di San Carlo ripercorre i passi e le tappe fatte da San Carlo Borromeo nei suoi numerosi pellegrinaggi tra Lago Maggiore, Valsesia, Biellese e Canavese, andando a ritrovare luoghi segnati dalla devozione alla figura del santo milanese e punteggiato di Chiese, Oratori ed altari che riecheggiano la memoria dei suoi passaggi.
La documentazione storica e le emergenze architettoniche ricostruiscono un percorso in dodici tappe che parte da Arona e si collega con la Via Francigena a Viverone, dopo aver toccato i principali Sacri Monti e Santuari del Verbano, Cusio e Biellese.

### Via delle Genti
Così è denominata la strada che da Arona costeggia il Lago Maggiore fino a Brissago, Locarno, Bellinzona, risalendo poi la valle del Ticino fino alle montagne, verso il Passo del San Gottardo, nodo viario fondamentale al centro della Svizzera, che mette in comunicazione i Cantoni meridionali (Vallese e Ticino) con quelli centro-settentrionali (Uri e Grigioni).

### Via Spiritualità
Questo percorso, promosso dall'ente di Gestione aree Protette dell'Ossola e il Landshaftspark Binntal, unisce la città svizzera di Ernen con Baceno e Domodossola attraverso antiche mulattiere lastricate. Da Domodossola l'itinerario si svolge lungo la sponda orientale del Toce attraversando la Valle Antigorio e proseguendo fino al passo dell'Arbola, che mette in comunicazione con il cantone Vallese, per concludersi a Ernen.
La via è stata prolungata verso Verbania e la direttrice principale di CoEUR attraverso Ornavasso, con le sue piste ciclabili.

### Via del Mercato
La Via del Mercato è un itinerario storico che inizia a Domodossola e attraversa la Val Vigezzo e le Centovalli fino a Locarno. Il tracciato riprende i sentieri e le mulattiere della Via del Mercato, percorsa un tempo dai commercianti italo-svizzeri che trasportavano merci a piedi o a dorso di mulo. All'inizio del Novecento fu aperta la ferrovia delle Centovalli, con l'iniziale intento di favorire il commercio e diventata oggi attrazione turistica.
Al centro di questa via si trova il Santuario della Madonna del Sangue di Re, posto a metà strada tra la Val d'Ossola e il lago Maggiore, meta di numerosi pellegrinaggi dai luoghi e dalle vallate circostanti, come Cossogno e Cannobio.

### Circuito di San Carlo
In valle Cannobina è stata creata una rete di sentieri che ripercorre gli antichi assi viari che collegavano le varie zone della vallata e che furono percorsi da San Carlo Borromeo quando fece visita alla Pieve di Cannobio. Il circuito intitolato al Santo permette di attraversare la valle Cannobina guidati da pannelli didattici.

### Via dell'Arbola
Così è chiamata la via che per secoli ha collegato il Ducato di Milano con il Vallese. Questa strada prende il nome dal monte Arbola e dall'omonimo passo (Albrunpass) sottostante (2400 m). L'itinerario percorre sentieri e mulattiere che da Baceno conducono al Binntal e nell'alta Valle del Goms.

### Le streghe di Croveo
Percorso che collega il paese di Baceno a quello di Croveo, zona famosa per i numerosi roghi per stregoneria accesi nei secoli. Lungo l'itinerario sono posti dei totem informativi su leggende, credenze popolari, testimonianze storiche degli atti processuali, scene di sabba, strumenti delle streghe, strumenti di tortura.

## I siti UNESCO
Il percorso CoEUR unisce e collega nove siti UNESCO Patrimonio dell'umanità.
Due in Svizzera:
- Monte San Giorgio
- Castelli di Bellinzona:
  - Castelgrande
  - Castello di Sasso Corbaro
  - Castello di Montebello

Sette in Italia: 
- Cinque Sacri Monti del Piemonte e della Lombardia:
  - Sacro Monte di Oropa
  - Sacro Monte di Varallo
  - Sacro Monte di Orta
  - Sacro Monte di Ghiffa
  - Sacro Monte di Domodossola
- Due Siti palafitticoli preistorici attorno alle Alpi:
  - Sito archeo-palafitticolo di Viverone
  - Sito archeo-palafitticolo dei Lagoni di Mercurago

Il Sacro Monte della Madonna del Sasso di Locarno ha presentato la propria candidatura per il riconoscimento del Sacro Monte e del Santurario come Patrimonio UNESCO.

## Le riserve naturali
Lungo il percorso si incontrano e si attraversano numerosi parchi e riserve naturali sia in territorio svizzero, che italiano.
- Parco Nazionale del Locarnese (CH) - In fase progettuale[8]
- Riserva forestale di Palagnedra (CH)[9]
- Riserva forestale del Bosco Sacro di Mergugno (CH)[10]
- Riserva naturale delle Bolle di Magadino (CH)
- Parco Nazionale della Val Grande
- Parco Naturale dei Lagoni di Mercurago
- Parco Naturale del Monte Fenera
- Parco Naturale dell'Alpe Veglia e dell'Alpe Devero
- Parco Naturale dell'Alta Valle Antrona
- Riserva naturale speciale Fondo Toce
- Riserva naturale speciale del Parco Burcina - Felice Piacenza
- Riserva naturale speciale della Bessa
- Riserva naturale speciale del Sacro Monte di Varallo
- Riserva naturale speciale del Sacro Monte Calvario di Domodossola
- Riserva naturale speciale del Sacro Monte della Santissima Trinità di Ghiffa
- Riserva naturale speciale del Sacro Monte di Orta
- Riserva naturale speciale del Sacro Monte di Oropa
- Area protetta dell'Oasi Zegna
- SIC della Valsessera
- SIC del Greto del Toce tra Domodossola e Villadossola